# Баракчі Петро Миколайович
Петро Баракчі (25 липня 1929, Болград, Бессарабія, Румунія (нині Одеська область, Україна) — 22 липня 2010, Кишинів, Молдова) — молдовський радянський актор, народний артист Молдавської РСР (1967).

## Життєпис
Народився 1929 року на території сучасної Одещини. Закінчив Ленінградський театральний інститут імені О. М. Островського .
Сценічний дебют відбувся 1952 році на сцені Молдавського музично-драматичного театру імені Н. С. Пушкіна (зараз — Національний театр імені М. Емінеску). Найбільш помітні ролі — Петро І та Овідій.
Дебютував у кінематографі у 1955 році у фільмі «Молдавські наспіви» виробництва Одеської кіностудії . У 1963 році знявся в картині Еміля Лотяну «Чекайте нас на світанку» виробництва « Молдова-фільм». Однією із значних кіноробіт стала роль батька у фільмі режисера Василя Паскару «Лебеді у ставку» («Плив по воді лебідь»).
У 1978—2005 роках обіймав посаду голови Спілки театральних діячів Молдови.
Встановлено премію імені Петра Баракчі.

## Фільмографія
- 1955 — Молдавські наспіви — журналіст Костя Єлян, головна роль
- 1963 — Чекайте нас на світанку
- 1973 — Дмитрій Кантемір — молдовський боярин
- 1974 — Довгота дня
- 1975 — Усі докази проти нього —  Валерій Михайлович Ротару, завідувач гаражем
- 1975 — Кінь, рушниця і вільний вітер — Маня, боярин
- 1975 — Що людині треба — Захар Чумак
- 1976 — По вовчому сліду
- 1977 — Коли поряд чоловік
- 1977 — Оповідання про хороброго витязя Фет-Фрумоса — брат Іляни
- 1978 — Фортеця — Опіц
- 1979 — Зустріч з Паганіні
- 1979 — І прийде день... — Унгуряну
- 1979 — Підготовка до іспиту
- 1980 — Будинок Діоніса
- 1980 — Поблизу Чортового лігва
- 1982 — Червневий дощ
- 1982 — Лебеді у ставку — Якоб Пажур
- 1984 — Нескінченний місяць Ківша
- 1985 — Тиха застава — Богдан Нестерук

## Нагороди та звання
- Орден Трудового Червоного Прапора (1960).
- Народний артист Молдавської РСР (1967).
- Орден Республіки (1994).